# أبو بكر باشا
أبو بكر باشا ‏ ، المعروف أيضًا باسم خوجة بكر باشا (1670م- 1758م) سياسي عثماني شغل منصب والي مصر منذ 1735م حتى 1739م. يحمل رُتبة قبطان باشا البحرية العثمانية (أدميرال). كان متزوجًا من صفية سلطان، مما جعله صهر السلطان مصطفى الثاني. عُرف بكونه محسنًا كبيرًا ومن أكثر رجال الدولة العثمانيين تنويرًا وإنتاجيةً في عصره.

## مناصبه
شغل خوجة بكر باشا عدة مناصب رفيعة في الدولة العثمانية، منها:
- قبطان باشا الأسطول العثماني مرتين (1732م-1733م و 1750م-1751م).
- والي مصر، والحبشة، وقبرص، والبوسنة.
- رئيس دار دار سك العملة العثمانية.

## أعماله الخيرية
قام بتنفيذ العديد من مشروعات التعمير في الولايات التي حكمها، ومنها أنه خلال ولايته على قبرص، موّل بناء 23 دكانًا في نيقوسيا من ماله الخاص، مما ساهم في تنشيط الاقتصاد المحلي.

## وفاته
توفي خوجة بكر باشا عام 1757م أو 1758م عن عمر ناهز 88 عامًا، ودُفن في أكسراي بإسطنبول.

## أنظر أيضا
- قائمة قباطين البحر العثمانيين.